# Хоаніс Архілагос
Хоаніс Архілагос (ісп. Joahnys Argilagos; нар. 11 січня 1997, Камагуей, Куба) — кубинський професійний боксер, бронзовий призер олімпійських ігор 2016 року, дворазовий чемпіон світу (2015 та 2017) та срібний призер Панамериканських ігор (2015).

## Аматорська кар'єра
На Панамериканських іграх 2015 переміг Кевіна Аріаса (Нікарагуа) та Йоеля Фіноля (Венесуела), а у фіналі програв Хоселіто Веласкесу (Мексика).

### Чемпіонат світу 2015
- 1/8 фіналу. Переміг Самуеля Кармона (Іспанія) — 3-0
- 1/4 фіналу. Переміг Брендана Ірвіна (Ірландія) — 3-0
- 1/2 фіналу. Переміг Дмитра Замотаєва (Україна)  3-0
- Фінал. Переміг Василя Єгорова (Росія) — 3-0

2015 року брав участь в напівпрофесійній Світовій серії боксу у складі «Domadores de Cuba».

### Олімпійські ігри 2016
- 1/8 фіналу. Переміг Галала Яфай (Велика Британія) — 2-1
- 1/4 фіналу. Переміг Пітера Мунгай Варуя (Кенія) — 3-0
- 1/2 фіналу. Програв Юберхену Мартінесу (Колумбія) — 1-2

### Чемпіонат світу 2017
- 1/8 фіналу. Переміг Оскара Колаззо (Пуерто-Рико) — 3-2
- 1/4 фіналу. Переміг Салаха Ібрагіма (Німеччина) — 5-0
- 1/2 фіналу. Переміг Жомарта Єржана (Казахстан) — 5-0
- Фінал. Переміг Хасанбоя Дусматова (Узбекистан) — 3-2